# Бресно Поље
Бресно Поље је насеље у Србији у општини Трстеник у Расинском округу. Према попису из 2022. било је 560 становника (према попису из 1991. било је 795 становника).

## Демографија
У насељу Бресно Поље живи 587 пунолетних становника, а просечна старост становништва износи 43,1 година (42,3 код мушкараца и 43,8 код жена). У насељу има 174 домаћинства, а просечан број чланова по домаћинству је 4,17.
Ово насеље је великим делом насељено Србима (према попису из 2002. године), а у последња три пописа, примећен је пад у броју становника.
|  |

| Демографија | Демографија | Демографија |
| Година      | Становника  | Становника  |
| ----------- | ----------- | ----------- |
| 1948.       | 820         |             |
| 1953.       | 895         |             |
| 1961.       | 849         |             |
| 1971.       | 842         |             |
| 1981.       | 805         |             |
| 1991.       | 795         | 767         |
| 2002.       | 725         | 757         |

| Етнички састав према попису из 2002.‍ | Етнички састав према попису из 2002.‍ | Етнички састав према попису из 2002.‍ | Етнички састав према попису из 2002.‍ | Етнички састав према попису из 2002.‍ |
| ------------------------------------ | ------------------------------------ | ------------------------------------ | ------------------------------------ | ------------------------------------ |
|                                      |                                      |                                      |                                      |                                      |
| Срби                                 | Срби                                 |                                      | 721                                  | 99,44%                               |
| Чеси                                 | Чеси                                 |                                      | 2                                    | 0,27%                                |
| Црногорци                            | Црногорци                            |                                      | 1                                    | 0,13%                                |
| Бугари                               | Бугари                               |                                      | 1                                    | 0,13%                                |
| непознато                            | непознато                            |                                      | 0                                    | 0,0%                                 |

| Година пописа     | 1948. | 1953. | 1961. | 1971. | 1981. | 1991. | 2002. |
| ----------------- | ----- | ----- | ----- | ----- | ----- | ----- | ----- |
| Број домаћинстава | 171   | 175   | 177   | 179   | 185   | 180   | 174   |

| Број чланова      | 1  | 2  | 3  | 4  | 5  | 6  | 7 | 8 | 9 | 10 и више | Просек |
| ----------------- | -- | -- | -- | -- | -- | -- | - | - | - | --------- | ------ |
| Број домаћинстава | 19 | 25 | 25 | 28 | 26 | 34 | 8 | 7 | 0 | 2         | 4,17   |

| Пол    | Укупно | Неожењен/Неудата | Ожењен/Удата | Удовац/Удовица | Разведен/Разведена | Непознато |
| ------ | ------ | ---------------- | ------------ | -------------- | ------------------ | --------- |
| Мушки  | 286    | 52               | 217          | 11             | 5                  | 1         |
| Женски | 326    | 54               | 219          | 48             | 5                  | 0         |
| УКУПНО | 612    | 106              | 436          | 59             | 10                 | 1         |

| Пол    | Укупно                    | Пољопривреда, лов и шумарство | Рибарство                            | Вађење руде и камена | Прерађивачка индустрија       |
| ------ | ------------------------- | ----------------------------- | ------------------------------------ | -------------------- | ----------------------------- |
| Мушки  | 159                       | 93                            | 0                                    | 0                    | 28                            |
| Женски | 105                       | 65                            | 0                                    | 0                    | 17                            |
| УКУПНО | 264                       | 158                           | 0                                    | 0                    | 45                            |
| Пол    | Производња и снабдевање   | Грађевинарство                | Трговина                             | Хотели и ресторани   | Саобраћај, складиштење и везе |
| Мушки  | 1                         | 5                             | 14                                   | 3                    | 6                             |
| Женски | 0                         | 2                             | 7                                    | 4                    | 1                             |
| УКУПНО | 1                         | 7                             | 21                                   | 7                    | 7                             |
| Пол    | Финансијско посредовање   | Некретнине                    | Државна управа и одбрана             | Образовање           | Здравствени и социјални рад   |
| Мушки  | 0                         | 2                             | 1                                    | 4                    | 1                             |
| Женски | 0                         | 1                             | 1                                    | 4                    | 3                             |
| УКУПНО | 0                         | 3                             | 2                                    | 8                    | 4                             |
| Пол    | Остале услужне активности | Приватна домаћинства          | Екстериторијалне организације и тела | Непознато            | Непознато                     |
| Мушки  | 1                         | 0                             | 0                                    | 0                    | 0                             |
| Женски | 0                         | 0                             | 0                                    | 0                    | 0                             |
| УКУПНО | 1                         | 0                             | 0                                    | 0                    | 0                             |